# 三郷村 (岐阜県益田郡)
三郷村（みさとむら）は、かつて岐阜県益田郡に存在した村である。現在の下呂市萩原町の一部である。
成立当初は、旧益田郡下呂町の一部を含んでいた。

## 歴史
- 1875年（明治8年）2月 - 萩原村、花池村、桜洞村、上村、上呂村、中呂村、奥田洞村、大ヶ洞村、宮田村、宮地村、野尻村、御厩野村、乗政村、小川村、森村、湯之島村、東上田村が合併し、三郷村が発足。
- 1883年（明治16年）6月1日 - 分割により、宮地・野尻・御厩野・乗政の各旧村域が竹原村、奥田洞・大ヶ洞・宮田の各旧村域が宮田村（2代）、小川・森・湯之島・東上田の各旧村域が下呂村となる。三郷村は萩原、花池、桜洞、上、上呂、中呂の地域のみで存続。
- 1889年（明治22年）7月1日 - 町村制により三郷村が発足。
- 1897年（明治30年）
  - 4月1日 - 宮田村と合併し萩原村（2代）が発足。同日三郷村廃止。
  - 10月29日 - 萩原村が町制施行し、萩原町となる。

## 学校
- 三郷尋常小学校
- 萩原尋常小学校
- 上呂尋常小学校
- 中呂尋常小学校
  - これら4校は1897年10月に統合。萩原尋常高等小学校（現・下呂市立萩原小学校）となる。

## 神社・仏閣
- 久津八幡宮
- 禅昌寺